# Integritet
 Der er for få eller ingen kildehenvisninger i denne artikel, hvilket er et problem. Du kan hjælpe ved at angive troværdige kilder til de påstande, som fremføres i artiklen.

Integritet er sammenhængen i handlinger, værdier, metoder, foranstaltninger, principper, forventninger og resultat. Som et holistisk begreb bedømmer integritet kvaliteten af et system eller værdisæt i form af evnen til at nå sine egne mål. Dybden af et værdisæts abstraktioner og viften af relevante interaktioner kan også fungere som vigtige faktorer til at identificere integritet på grund af deres kongruens eller manglende kongruens med empirisk observation. Et værdisæt kan udvikle sig over tid og samtidig bevare integritet, hvis de, som går ind for værdierne, tager højde for og løser uoverensstemmelser.
Integritet kan ses som kvaliteten af at have en følelse af ærlighed og sandfærdighed i forhold til motiverne for egne handlinger. Udtrykket "hykleri" anvendes i modsætning til integritet for at hævde, at en del af et værdisæt bevisligt er i konflikt med et andet, og for at kræve, at parterne der tilsyneladende besidder modstridende værdier, tager hensyn til uoverensstemmelsen eller ændrer deres tro for at forbedre den interne kongruens.
Personlig integritet er også defineret (mere kort og klart) i Den Danske Ordbog som: "en persons evne og vilje til at handle selvstændigt, ærligt og redeligt uden uvedkommende eller upassende hensyntagen til nogen eller noget".